# Phylloscopus xanthodryas
A Phylloscopus xanthodryas a verébalakúak (Passeriformes) rendjébe, ezen belül a füzikefélék (Phylloscopidae) családjába és a Phylloscopus nembe tartozó faj. Korábban az északi füzike vagy a Phylloscopus examinandus alfajának tekintették. 12-13 centiméter hosszú. Japán középső és déli szigetein költ, Ázsia délkeleti szigetein telel. Az erdős területeket kedveli. Többnyire rovarokkal táplálkozik.

## Fordítás
- Ez a szócikk részben vagy egészben  a   Japanese leaf warbler című angol Wikipédia-szócikk fordításán alapul.  Az eredeti cikk szerkesztőit annak laptörténete sorolja fel. Ez a jelzés csupán a megfogalmazás eredetét és a szerzői jogokat jelzi, nem szolgál a cikkben szereplő információk forrásmegjelöléseként.